# Калиновский (Аргаяшский район)
Калиновский — посёлок в Аргаяшском районе Челябинской области. Входит в состав Худайбердинского сельского поселения.
Период становления поселка февраля 1937 по апрель 1939. Создавался для работников  Калининского отделения зерносовхоза «Худайбердинский». 

## География
Расположен в северной части района, на берегу заросшего озера Карагасак. Расстояние до районного центра, села Аргаяш, 25 км.

## Население
| 2002 | 2010 |
| ---- | ---- |
| 92   | ↘89  |

(в 1995 — 100)

## Улицы
- Береговая улица
- Лесная улица
- Лесной переулок

## Инфраструктура
- ООО «Агрофирма “Элита”»